# Bernhard Klodt
Bernhard Klodt (26. oktober 1926 – 23. maj 1996) var en tysk fodboldspiller, der som angriber på det vesttyske landshold var med til at vinde guld ved VM i 1954 i Schweiz, efter den sensationelle 3-2 sejr i finalen over storfavoritterne fra Ungarn. Han spillede to af tyskernes seks kampe i turneringen. I alt nåede han, mellem 1950 og 1959 at spille 19 landkampe og score tre mål. Han deltog også ved VM i 1958 i Sverige.
Klodt var på klubplan primært tilknyttet FC Schalke 04 i sin fødeby. Her var han i 1958 med til at vinde det tyske mesterskab.